# Casa fuerte de los Rojas
La casa-fuerte de los Rojas es un edificio fortificado del municipio español de Cavia, en la provincia de Burgos.

## Descripción
La casa-fuerte de los Rojas se ubica en la localidad burgalesa de Cavia, en Castilla y León. Perteneció a la familia Rojas.
Quedó protegido de forma genérica junto con el resto de castillos de España, el 22 de abril de 1949, mediante un decreto con la rúbrica del dictador Francisco Franco y el entonces ministro de Educación Nacional José Ibáñez Martín, publicado el 5 de mayo de ese mismo año en el Boletín Oficial del Estado. Cuenta con el estatus de Bien de Interés Cultural, de forma genérica.